# Mare de Déu de Montserrat de Sant Joan de les Abadesses
La Mare de Déu de Montserrat de Sant Joan de les Abadesses és una capella de Sant Joan de les Abadesses (Ripollès) protegida com a Bé Cultural d'Interès Local.

## Descripció
La font-capella de la Mare de Déu de Montserrat és de planta quadrada i formigó, i s'emplaça dins un espai de planta triangular, que reaprofita una font-capella més petita bastida l'any 1959 per Ramon Vila i Francesc Fajula i que s'ubicava a pocs metres de l'actual, a prop del Molí Petit. Aquest paratge es coneix com "La Moreneta", de fet, en una de les cares de l'oratori hi ha una petita cavitat protegida per una reixa, amb la figura de la Mare de Déu de Montserrat. A les altres dues cares es conserva un fragment de la inscripció de l'antiga capelleta, i una altra que commemora el trasllat.